# Sanūsīya

Der weiße Halbmond mit Stern auf schwarzem Hintergrund ist das Banner der Sanusiya. Es wurde später als Inspiration für die Flagge der Kyrenaika verwendet und als Teil der Flagge Libyens.

Die Sanūsīya, auch Senussi-Orden genannt (arabisch السنوسية, DMG as-Sanūsīya), war eine sufistische islamische Bruderschaft, die von 1843 bis 1969 in Libyen große religiöse und politische Bedeutung hatte.

## Geschichte

### Entstehung (1837–1855)
Der in Europa vor allem unter dem Namen Senussi-Bruderschaft bekannt gewordene islamische Orden (Tariqa) wurde 1837 in Mekka durch den aus Algerien stammenden Pilger Muhammad as-Sanusi (1787–1859) gegründet. Er entstand als puritanische religiöse Reformbewegung in starker Anlehnung an den arabischen Wahabismus. Wie andere salafistische Strömungen im Islam strebte er die Erneuerung des Islam durch Rückkehr zur reinen Lehre von Koran und Sunna an.
Diesem Zweck sollten nicht nur die asketische Lebensweise und das intensive Schriftstudium dienen, sondern auch sufistische Praktiken wie Meditation und verschiedene Ekstase-Techniken nach Vorbild der Derwische. Im Unterschied zu diesen erstreben die Senussi die unio mystica aber nicht mit Gott, sondern mit dem Geist des Propheten Mohammed. Dem Ordensgründer selbst wurde nachgesagt, jederzeit in direkte Kommunikation mit dem Propheten treten zu können. Daher gelten den Senussi seine Interpretationen von Koran und Sunna als verbindlich.
1843 verlagerte as-Sanusi das Zentrum seines Ordens in den Nordosten Libyens. Die dortige Kyrenaika war zu dieser Zeit eine abgelegene und rückständige Provinz des Osmanischen Reiches mit relativ geringer politischer Kontrolle. Die Region erschien as-Sanusi deshalb besonders gut dazu geeignet, dem Vorbild des Sufi-Mystikers Sayyid Ahmad ibn Idris al-Fasi zu folgen, der seit 1835 im Südwesten der arabischen Halbinsel ein kleines, wirtschaftlich, rechtlich und militärisch autarkes Gemeinwesen führte.
Die erste Ordensniederlassung entstand in al-Bayda im nordostlibyschen Küstengebirge des Dschabal Achdar. Neben dem Gebet und der mystischen Versenkung praktizierten die Ordensbrüder dort auch Waffentechnik und Landwirtschaft. Sie sollten ihren Unterhalt selbst verdienen und betrieben zu diesem Zweck Ackerbau, Handel und Handwerk. Ähnlich den christlichen Ordensgemeinschaften unterhielten die Senussi-Niederlassungen auch eigene Schulen.
Durch den Fleiß und die straffe Organisation der Ordensbrüder entwickelte sich das Gemeinwesen in den folgenden Jahren sehr erfolgreich. Vom Mutterkonvent in al-Bayda aus entstanden nun 80 weitere Ordenshäuser, vor allem in der Kyrenaika, aber auch in anderen Regionen Libyens. Die zunehmende Macht der Sanussiya führte aber nun auch dazu, dass die osmanischen Herrscher den Orden als Konkurrenten erkannten. So musste nach Angriffen des osmanischen Statthalters in Libyen das Ordenszentrum in al-Bayda 1855 aufgegeben werden.

### Die Ordensstaaten in al-Dschaghbub und Kufra (1856–1911)

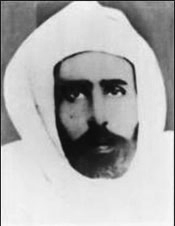
Muhammad al-Mahdi as-Sanusi, Führer der Sanusiya 1859–1902

Ab 1856 errichtete die Bruderschaft in der abgelegenen Oase al-Dschaghbub, etwa 500 km südöstlich von al-Bayda, ihr neues Ordenszentrum. Die Stadt wurde befestigt, eine islamische Universität und eine große Moschee wurden errichtet.
Unter Muhammad al-Mahdi as-Senussi (1859–1902), dem Sohn und Nachfolger des 1859 verstorbenen Ordensgründers, konnte von al-Dschaghub aus ohne die konkurrierende osmanische Verwaltung in den folgenden Jahren ein Ordensstaat etabliert werden, der auf dem Höhepunkt seiner Macht nicht nur die Libysche Wüste, sondern die gesamte Ostsahara dominierte.
Von großer Bedeutung war dabei die Kontrolle des bedeutenden Karawanenweges von Bengasi über Kufra nach Wadai, der als einzige bedeutende Transsahara-Route vollständig außerhalb der Kontrolle der europäischen Mächte lag. Auf diesem Weg wurden deshalb vor allem Sklaven aus der Sahelzone an das Mittelmeer gebracht, während im Gegenzug vor allem ältere europäische Schusswaffen nach Süden verhandelt wurden.
In dieser Zeit war die Sanusiya für die Kultivierung und Islamisierung der Südostsahara und der angrenzenden Sahelzone von größter Bedeutung. Vor allem in diesen Bereichen entstanden zahlreiche neue Ordensniederlassungen, die als regionale Zentren der religiösen und wirtschaftlichen Entwicklung fungierten. Bis zum Jahr 1884 wuchs die Zahl der Niederlassungen auf 121 an.
Aber auch in der Kyrenaika war der Orden durch seine zahlreichen Niederlassungen noch äußerst einflussreich, trotz der bestehenden Rivalität begünstigten die osmanischen Gesetze teilweise die Bruderschaft. So waren religiöse Stiftungen von den Steuern ausgenommen, bis zum Ende der osmanischen Herrschaft konnte die Sanusiya so 200.000 ha Land in der Kyrenaika in ihren Besitz bringen.
Aus Sorge vor neuen Angriffen der Osmanen und um die räumliche Distanz zu ihren Missionsgebieten zu verringern, verlegte die Sanusiya ihr Ordenszentrum im Jahr 1895 nochmals weit nach Süden, in die Kufra-Oasen. Von dort aus erreichte der Orden den Höhepunkt seines Einflusses, zu Beginn des 20. Jahrhunderts war die Anzahl der Niederlassungen auf über 150 angewachsen. Er war nun auch im Fessan und in Tripolitanien, in Ägypten, von der westlichen Sudanregion über Wadai bis an den Tschadsee sowie in Arabien und sogar in Indien vertreten.
Die weitreichende Kontrolle der Sanusiya über die Ostsahara wurde erstmals beeinträchtigt, als Frankreich 1909 das Sultanat Wadai angriff und teilweise besetzte. Der Orden, der dort zuvor sehr großen politischen Einfluss gehabt hatte, unterstützte das Sultanat zum einen durch Waffenlieferungen, griff aber auch selbst militärisch in den Kampf um Wadai ein. In den folgenden Jahren konnten die Sanusi von den französischen Kolonialtruppen zwar nicht bezwungen werden, die alleinige Kontrolle des wichtigen Karawanenweges von Wadai nach Bengasi ging aber verloren.

### Die italienische Kolonialzeit (1911–1943)

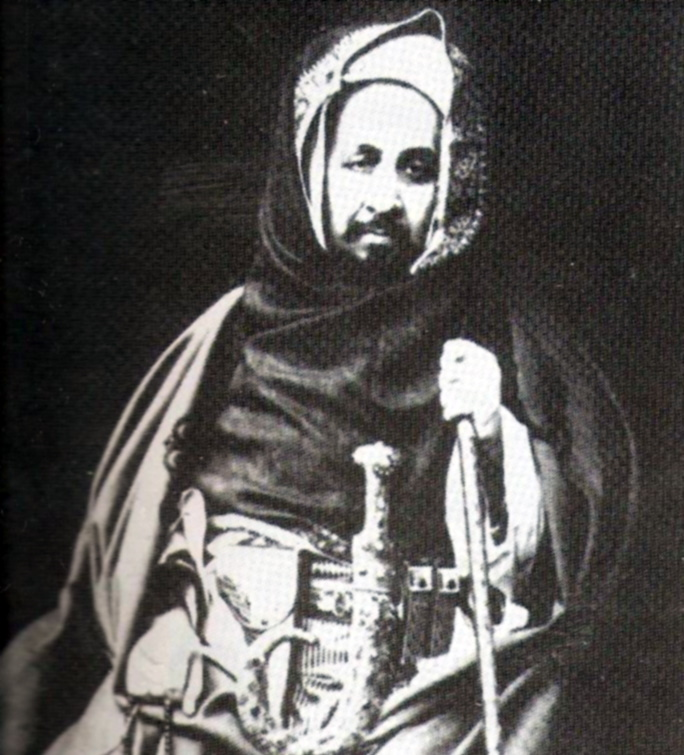
Ahmad asch-Scharif as-Sanusi, Führer der Sanusiya 1902–1916

Noch größer wurde die Bedrohung für die religiösen, politischen und wirtschaftlichen Interessen des Ordens, als italienische Kolonialtruppen im Oktober 1911 an der libyschen Küste landeten. Ahmad asch-Scharif (1902–1916) zögerte nicht, die Rivalität mit dem Osmanischen Reich zu beenden und dieses im Italienisch-Türkischen Krieg zu unterstützen. Schon in der ersten großen Schlacht in Sidi Kraiyem bei Darnah mussten die Italiener einen herben Rückschlag erleben. Auch nachdem das Osmanische Reich Libyen im November 1912 im Frieden von Ouchy an Italien abgetreten hatte, führte Ahamad asch-Scharif mit seiner Bruderschaft den Kampf weiter.
Er nutzte nun sein hohes geistliches Ansehen, um zum Dschihad gegen die fremden Invasoren, nicht nur in Libyen, sondern in der ganzen islamischen Welt aufzurufen. Aufgrund des großen Einflusses der Sanusiya in der Kyrenaika fiel es ihm leicht, die lokalen Stämme im Kampf gegen die Italiener zu vereinigen. In den folgenden Jahren folgten viele weitere Erfolge gegen die italienischen Kolonialtruppen, sodass diese 1915 nur noch einzelne Stützpunkte an der Küste unter ihrer Kontrolle hatten.
Da die Italiener somit fast geschlagen waren, wurde Ahmad asch-Scharif im November 1915 vom Osmanischen Reich dazu ermutigt, vor dem Hintergrund des Ersten Weltkriegs neue Fronten gegen Frankreich und England zu eröffnen. In Algerien wurden die Tuareg zu Aufständen gegen die französischen Kolonialherren animiert, wobei sie durch kleinere Abteilungen des Ordens unterstützt wurden. Der Hauptvorstoß sollte aber in Ägypten gegen England erfolgen. Der Plan sah vor, dass die Sanusi von al-Dschaghbub über Siwa nach Ägypten einfallen sollten, um dort zu helfen, den 1914 von den Briten gestürzten Khediven Abbas Hilmi wiedereinzusetzen. Auch das Deutsche Reich unterstützte den Orden dabei mit Waffenlieferungen. Von November 1915 bis Oktober 1918 verkehrten zu diesem Zweck deutsche Unterseeboote zwischen den Häfen der Mittelmächte und der libyschen Küste. Doch nach ersten Anfangserfolgen wurden die Sanusi im März 1916 bei Sollum   von anglo-ägyptischen Truppen entscheidend geschlagen.
Aufgrund der Niederlage trat Ahmad asch-Scharif von der Führung des Ordens zurück und übergab diese seinem 26-jährigen Cousin Muhammad Idris (1916–1969), der später als Idris I. König von Libyen wurde. Unterdessen drängten Italiener und Engländer die Bruderschaft immer weiter in die Defensive, im August 1918 kesselte man die verbliebenen Ordenstruppen in ihrem letzten verbliebenen Stützpunkt in Misrata ein. Ahmad asch-Scharif blieb nur noch die Flucht auf einem dort gelandeten deutschen U-Boot, während Muhammad Idris die Friedensverhandlungen mit den Siegern übernahm.
Da Italien nach dem Ersten Weltkrieg politisch und wirtschaftlich sehr geschwächt war, waren die Kolonialherren nach Kriegsende zu großen Zugeständnissen bereit. Muhammad Idris wurde 1918 unter Anerkennung der italienischen Oberhoheit als Regent in der Kyrenaika und 1922 als Emir von Tripolitanien innerhalb der Kolonie Italienisch-Libyen anerkannt.

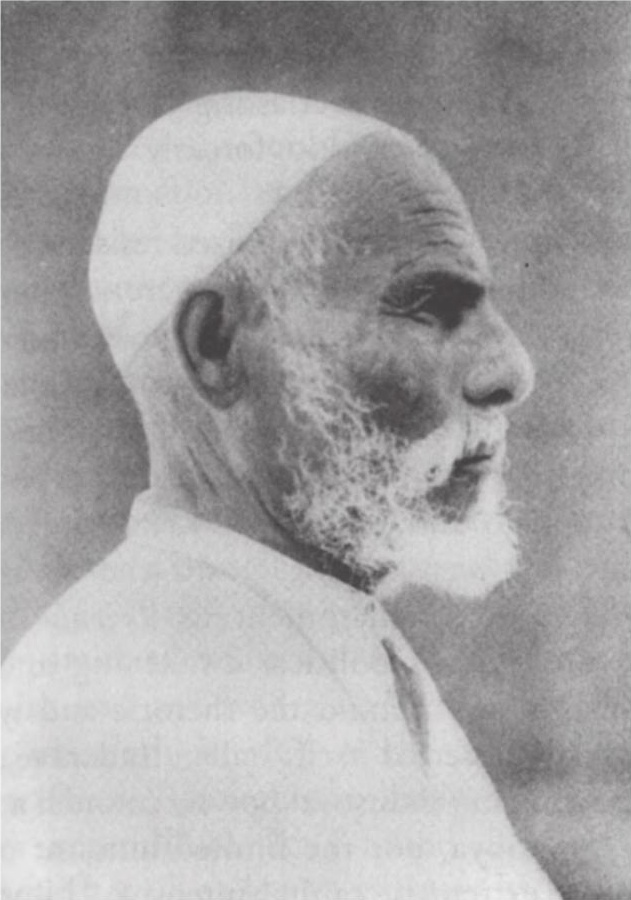
Umar al-Muchtar

Nach der Machtergreifung Mussolinis 1923 brach Italien diese Übereinkünfte aber bereits wenige Jahre später; die italienische Kolonialpolitik nahm nun wieder deutlich an Aggressivität zu. Man enteignete den gesamten Besitz des Ordens und übergab die größten Teile davon an italienische Neuansiedler. Muhammad Idris floh ins Exil nach Kairo, während der Widerstand der Bruderschaft und der lokalen Bevölkerung vom Koranlehrer und Ortsvorsteher Umar al-Muchtar geführt wurde.
Zahlreiche italienische Kriegsverbrechen begleiteten den nun folgenden heftigen und verlustreichen Kleinkrieg in der Kyrenaika. Internationale Beachtung fand ein etwas groteskes Ereignis im Juni 1929, als einige Stammesführer und Verbände der Sanusiya den Widerstand aufgaben und in Barca den italienischen Gouverneur Pietro Badoglio mit dem römischen Gruß und einer Reiterparade empfingen. Dieser nutzte die Gelegenheit zur Drohung an alle, die ihre Waffen nicht abgaben: „Nicht ein einziger Aufständischer wird jemals wieder Frieden finden, weder er, noch seine Familie, noch seine Sippe, noch seine Erben. Ich werde alles zerstören, die Menschen und ihren Besitz gleichermaßen. Möge Gott Euch erleuchten, damit ihr die richtige Wahl trefft. [...] Dies ist mein erstes und letztes Wort.“
1931 musste die Sanusiya zwei herbe Rückschläge hinnehmen. Am 19. Januar gelang es den italienischen Truppen, das Ordenszentrum in den Kufra-Oasen in einer mit Panzern und Bombern durchgeführten Großoffensive einzunehmen. Im September wurde Umar al-Muchtar von italienischen Truppen gefangen genommen und nach einem Schauprozess öffentlich hingerichtet. Die Bruderschaft konnte ihren Kampf danach nur noch deutlich geschwächt fortführen. 1934 verkündete der italienische Gouverneur, dass der Aufstand niedergeschlagen sei.
Bei den Kämpfen in Nordafrika im Zweiten Weltkrieg unterstützte die Bruderschaft zwar die alliierten Truppen, war strategisch aber nur von geringer Bedeutung. Erst 1943 kehrte Muhammad Idris aus dem Exil zurück und trat mit der kurz zuvor gegründeten „Sanusi-Befreiungsarmee“ in Erscheinung.

### Britische Militärverwaltung und Königreich Libyen (1943–1969)

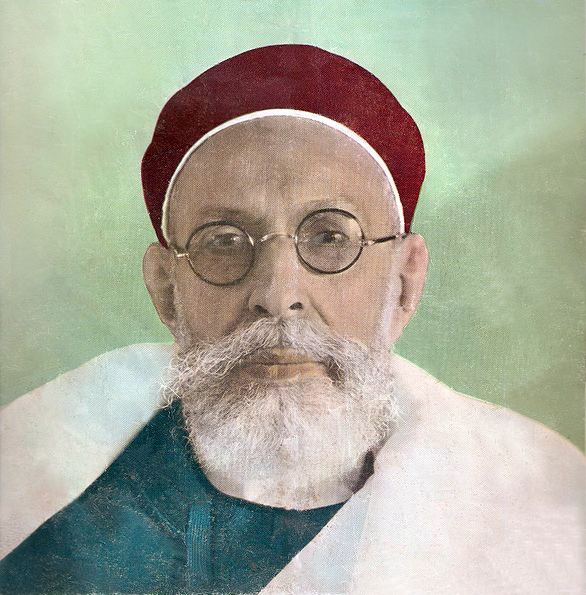
König Idris war gleichzeitig geistliches Oberhaupt des Sanusiya-Ordens

Nach dem Ende der italienischen Kolonialherrschaft gewann Muhammad Idris als wichtigster lokaler Verbündeter der Alliierten viel Einfluss. Er wurde 1949 zum Emir der Kyrenaika proklamiert und 1951 auf britische Initiative von den Vereinten Nationen als Regent des Königreichs Libyen eingesetzt.
Als Monarch hatte Idris jedoch mit großen innenpolitischen Problemen zu kämpfen. Die Bevölkerung der deutlich bevölkerungsreicheren Provinz Tripolitanien fühlte sich gegenüber der Kyrenaika häufig benachteiligt. 1963 wurde die Hauptstadt des Landes in das alte Ordenszentrum al-Baida verlegt. Trotz reicher Erdölfunde konnten die sozialen Spannungen im Land nicht behoben werden, in den sechziger Jahren kamen zunehmend neue Ideen wie der Panarabismus bzw. Nasserismus in das Land. Die enge Allianz des Monarchen mit den Westmächten und die Existenz von westlichen Militärbasen in Libyen sorgten aber auch unter seinen islamisch-orthodox orientierten Anhängern für großen Unmut, da dies als „Verrat am arabisch-islamischen Erbe“ empfunden wurde. So löste der Sechstagekrieg 1967, in dem der König Ägypten nicht beistand, heftige panarabische Proteste aus.
Am 1. September 1969 wurde König Idris I. durch den Bund freier Offiziere, angeführt von Oberst Muammar al-Gaddafi, gestürzt. Er ging erneut ins Exil nach Ägypten. Der Sanusiya-Orden wurde in der neuen Arabischen Republik Libyen verboten.
Trotz des offiziellen Verbots sollen auch unter Gaddafi noch bis zu ein Drittel der Sunniten in Libyen der Tradition des Ordens verbunden geblieben sein. Die amerikanische Botschaft in Tripolis berichtete 2008, dass die in der sufistischen Tradition der Sanusiya erbauten, kleinen und abgelegenen Moscheen der Kyrenaika von den libyschen Behörden kaum zu kontrollieren seien. Dies soll auch die Gründung von islamistischen Gruppen wie der Libyschen Islamischen Kampfgruppe teilweise begünstigt haben.